# أحمد الرمل
أحمد بن محمد بن أحمد بن رمل الأحسائي (1890 - 21 يونيو 1960) (1307 - 27 ذو الحجة 1379) شاعر وخطيب ديني جعفري عراقي. ولد في سوق الشيوخ ونشأ بها في عائلة من أصل أحسائي. اتصل بمشايخ عصرها وشارك في مجالسهم كآل حيدر وغيرهم. ثم هاجر إلى أبو الخصيب في البصرة ومنها إلى المحمرة واتصل بخطبائها وعلمائها وأخذ عن سلمان بن محمد القاروني ومنه تعلم فنون الخطابة. توفي في مسقط ونقل جثمانه إلى النجف ودفن بها. 

## سيرته
ولد أحمد بن محمد بن أحمد بن رمل في سوق الشيوخ سنة 1307 هـ/ 1890 م ونشأ فيها في عائلة من أصل عربي أحسائي. درس النحو والصرف والبيان وتعلم مبادئ الخطابة فيها . ثم انتقل إلى أبي الخصيب في البصرة وسكنها عشر سنوات، ثم انتقل إلى المحمرة واقام فيها ردحاً طويلاً من أيام حياته خطيباً متميزاً. انتقل من المحمرة إلى البحرين الموطن الأصلي لأسرته وعشيرته المنتشرة فيها وفي الإحساء وبعض مناطق الخليج في 1945. تلمذ على يد الخطيب سلمان بن محمد التوبلي البحراني. وأجاد في الفنون المنبرية وبرع في الخطابة الحسينية.

وجّهت له دعوة لزيارة سلطنة عمان وإحياء موسم عاشوراء في مدينة مطرح في 1955، ووصلها قبيل موسم ذكرى المحرم من ذلك العام. كان يعاني بأزمة قلبية وارتفاع في الضغط حتى توفي في 27 ذو الحجة 1375/ 21 يونيو 1960 في مسقط، وأغلقت الأسواق التجارية في مدينة مطرح ثلاثة أيام حداداً عليه. بقي جثمانه هناك لمدة عام كامل ثم حمل إلى النجف ليدفن فيها وأقيمت محافل التأبين له في كل من العراق والكويت والبحرين والإحساء ومسقط والمحمرة وغيرها. 

## شعره
له ديوان بعنوان صُداح البلابل، جمع ونشر محمد علي الناصري وطبعت في المطبعة الشرقية في البحرين، سنة 1991. والديوان يجمع أشعاره الفصيح والعامي، وما قيل في رثائه من شعراء عصره. ذكرت في معجم البابطين عن شعره وشاعريته:

## وصلات خارجية
- في " معهد بقية الله لإعداد الخطباء"